# Sjeveroistočnovanuatski-banks jezici
Sjeveroistočnovanuatski-banks jezici, jedna od tri glavne grane sjevernih i centralnih vanuatskih jezika iz Vanuatua.  Sastoji se od nekoliko ogranaka, to su a. centralnovanuatski jezici (5); b. istočnovanuatski jezici (29); c. epi (6); d. malekula coastal (14); e. zapadni santo jezici (24).
Sjeverne i centralne vanuatske jezike čini s istočnim santo i malekula jezicima iz unutrašnjosti.

## Vanjske poveznice
- Ethnologue (14th)
- Ethnologue (15th)